# Mucuna reptans
Mucuna reptans är en ärtväxtart som beskrevs av Bernard Verdcourt. Mucuna reptans ingår i släktet Mucuna och familjen ärtväxter. Inga underarter finns listade i Catalogue of Life.